# سالورنو
سالورنو هي بلدة إيطالية تقع في مقاطعة بولسانو شمال إيطاليا تبعد حوالي 30 كم جنوب غرب مدينة بولسانو.